# 저해금
저해금(低奚琴)은 1960년대에 대한민국의 해금을 콘트라베이스와 비슷하게 현대적으로 개량한 조선민주주의인민공화국의 현악기이다.

저해금

저해금은 조현도 콘트라베이스와 유사하게 E-A-d-g 완전4도 간격으로 한다. 역시 Bb조 악기지만, 소해금, 중해금, 대해금과 달리 실음은 장9도가 낮게 울린다. 기보음보다 한옥타브 낮춘 기준으로는 E,-g'까지 3옥타브를 약간 넘는다. 음역이 매우 낮은 관계로 독주 악기로서는 한정적으로만 쓰이고, 주로 중주나 합주에서 저음 연주를 담당한다.
울림통은 해금속 악기들 중 가장 크지만 대해금과 마찬가지로 콘트라베이스보다는 약간 작은 편이며, 소리구멍은 규격화가 덜 되었는지 콘트라베이스처럼 울림통 앞판에 난 것과 대해금처럼 테두리 윗쪽에 난 것 두 가지가 모두 쓰인다. 악기가 크기 때문에 보통 서서 연주하거나 콘트라베이스용으로 제작한 높은 의자에 앉아서 연주하며, 활은 콘트라베이스의 독일식 활과 유사한 것을 사용한다. 또 현의 장력 때문에 콘트라베이스와 마찬가지로 나무 조율펙이 아닌 웜나사로 된 톱니식 조율펙이 부착되어 있다.
소해금, 중해금, 대해금, 저해금 네 종류 모두 4현에 지판이 있고 활이 독립된 형태로 개량되었기 때문에 바이올린족 악기들의 연주법 거의 모두를 그대로 사용할 수 있다.
저해금은 콘트라베이스가 가지고 있는 현대적인 소리와 해금이 가지고 있는 전통적인 소리를 동시에 가지고 있는 악기로서 북한의 성악이나 배합관현악 등의 클래식 연주시에도 많이 사용되는데, 저해금은 콘트라베이스 옆에 앉아서 음을 맞추어 본 후 같은 악보를 보면서 연주하기 때문에 서양악기와 융합이 잘맞는다.

## 같이 보기
- 북한의 개량악기